# 케스주

케스주의 위치

케스주(프랑스어: Région de Kayes)는 말리 서부에 있는 주로, 주도는 케스이며 인구는 1,506,299명(1998년 기준), 면적은 120,760km2다.

## 같이 보기
- 말리의 행정 구역